# Замок Хора (Калімнос)
Замок Хора (Калімнос)  — замок візантійського періоду на острові Калімнос, Греція.     

## Історія
Замок був побудований у XI столітті візантійцями для протидії набігам османських піратів Ізміра. Використовувався для моніторингу моря спільно з сторожовими баштами, розташованими на сусідніх пагорбах. На його території знайдено археологічні знахідки класичного та елліністичного періодів а також періоду Римської імперії.   
Розбудова замку здійснювалась за лицаря Фантіно Квіріні (1433-1453 роках). Замок зазнав руйнувань від землетрусу в 1492 року. Протягом трьох років тогочасні власники замку — лицарі-госпітальєри відремонтували, модернізували його та володіли ним до захоплення османами у 1523 році. Жителі острова мали право побудувати житло в середині замку за умови сплати відповідних коштів каштеляну замку, що сприяло швидкому заселенню замку та будівництву житла і храмів.   
На східній стіні замку за Великого магістра Фабріціо дель Карретто (1513-1521)  для посилення оборони була побудована оборонна башта,  а в центрі замку звели два великі резервуари для води. Османи володіли замком до 1912 року.
Замок площею 30 га. розташований на висоті 255 метрів над рівнем моря напроти сусіднього замку Хризохерії. Він був заселений до 1912 року. Поступово, починаючи з XVII століття, жителі замку поступово переселялися до навколишніх поселень Хору та Потія.

## Архітектура
Замок мав міцні стіни висотою від 1 метра на заході зі сторони неприступної скелі до 7,5 метрів на півдні і шириною 1,5 метра, а також лише одну подвійну браму з підйомним мостом, оскільки до нього можна було дістатися лише з південної сторони. Зі східної сторони був ще один прохід, наразі закладений каменем. Південна та східна сторони мають вежі та були посилені гарматами. Стіни замку мали амбразури для стрільби з рушниць та зубці. На стінах збереглися мармурові герби госпітальєрів датовані 1514 та 1519 роками. Загальний вигляд замку відповідає періоду панування госпітальєрів з невеликими доопрацюваннями османів.
Замок населяло 1200-1500 жителів, тут є руїни млина для виробництва оливкової олії, резервуари для води, руїни багатьох невеликих житлових будинків та 10 церков.